# Hyalomis basilutea
Hyalomis basilutea là một loài bướm đêm thuộc phân họ Arctiinae, họ Erebidae.